# Frente Popular (Chili)
Het Frente Popular (Nederlands: Volksfront) was een coalitie van (centrum)linkse politieke partijen die van 1936 tot 1941 bestond in Chili.

## Geschiedenis
Het Frente Popular ontstond op 6 mei 1936 en was samengesteld uit de radicale, communistische, socialistische, democratische en radicaal-socialistische partijen. Daarnaast sloten een aantal maatschappelijke organisaties zich aan bij het Frente Popular, zoals vakbonden en een vrouwenbeweging. Als voorzitter van het Nationaal Uitvoerende Comité van het Volksfront werd Gabriel González Videla (PR) gekozen.
Bij de presidentsverkiezingen van 1938 werd de radicaal Pedro Aguirre Cerda tot president van Chili gekozen. Hij was eerder door de partijen van het Frente Popular als kandidaat aangewezen.
In 1942 werd het Frente Popular afgelost door de Alianza Democrática de Chile (Democratische Alliantie van Chili).